# 马加力
马加力（1950年8月—），中华人民共和国吉林省长春市人，印度与南亚问题研究者，吉林大学历史学硕士，中国现代国际关系研究院研究员、中国改革开放论坛战略研究中心主任。
马加力生于长春，1981年获吉林大学历史学硕士。毕业之后，他一直研究印度和南亚问题。他曾赴印度尼赫鲁大学担任访问学者一年。他出版的作品有《当代印度教育概览》《崛起中的巨象——关注印度》《东南亚国家市场经济》《一应俱全印度人》等。